# くすぐる (テレビ番組)
『くすぐる』（くすぐる）は、2019年4月6日から2020年9月26日までテレビ愛知で放送されていた情報番組。テレビ愛知本社第1スタジオからの生放送。

## 概要
テレビ愛知の同枠で2017年4月より放送されていた『土曜なもんで!』の後継番組、土曜なもんでの出演者陣に加えレギュラーとして新たに俳優の大和田獏を迎える。2020年9月26日で終了した。

## 放送時間
いずれも日本標準時。
- 土曜 11:00 - 11:55 （2019年4月6日 - ）

## 出演者

### レギュラー
☆は前番組「土曜なもんで!」からの継続出演者
- 大和田獏
- 杉浦太陽　☆
- 井上咲楽　☆
- 武田知沙　☆　（テレビ愛知アナウンサー・2019年9月まではリポーター）

### リポーター
- 大前りょうすけ（プリンセス金魚) - 大和田及び杉浦が不在時は、司会を代行する。
- なかし（スペードの3）
- 酒井直斗　☆
- 町田康介（デラスキッパーズ）
- 齊藤このみ (@@konosuke1006) - X（旧Twitter）
- 森美紅　☆
- 上矢りせ

- ちいさい八十亀ちゃん(小さなサイズのぬいぐるみ。)

## 過去の出演者
- 宇野名都美　☆（当時：テレビ愛知アナウンサー）（開始 - 2019年9月28日）
- 天野なな実(テレビ愛知アナウンサー・2019年10月12日-2020年3月28日）

## スタッフ
- 制作著作 - テレビ愛知